# Jim Forrest
Pour les articles homonymes, voir Forrest.
James Forrest dit Jim Forrest, né le 22 septembre 1944 à Glasgow (Écosse) et mort le 27 septembre 2023, est un footballeur écossais.

## Biographie

### Carrière
Jim Forrest, formé par les Rangers, débute en équipe première pour pallier le départ de Jimmy Millar. Il se révèle un buteur prolifique et inscrit 145 buts en 163 matchs pour l'équipe de Glasgow, sa ville natale (son 50e but a lieu lors de son 45e match). Il marque 57 buts (un record) durant le championnat 1964-65, record qui tient toujours en 2023.
Il détient également le record du nombre de buts inscrits par un joueur des Rangers en un match de Scottish League Cup, cinq buts inscrits lors d'une victoire 7-1 contre Hamilton Accies le 30 octobre 1965.
Sa carrière chez les Rangers prend fin après la défaite en Scottish Cup contre Berwick Rangers en janvier 1967. George McLean et lui sont désignés comme responsables, et font en sorte de quitter le club quelques semaines plus tard.
Après une saison passée à Preston, il joue cinq saisons à Aberdeen, avant de partir jouer chez les Hong Kong Rangers Football Club en 1973.
Le cousin de Jim Forrest, Alex Willoughby, est également un footballeur professionnel. Les deux joueurs sont coéquipiers dans les clubs de Drumchapel, Rangers, Aberdeen et des Hong Kong Rangers.

## Palmarès
Rangers FC
- Champion du Championnat d'Écosse de football (2) :
  - 1963 & 1964.
- Vice-champion du Championnat d'Écosse de football (2) :
  - 1966 & 1967.
- Meilleur buteur du Championnat d'Écosse de football (1) :
  - 1965: 30 buts.
- Vainqueur de la Scottish Cup (3) :
  - 1963, 1964 & 1966.

Aberdeen FC
- Vice-champion du Championnat d'Écosse de football (2) :
  - 1971 & 1972.
- Vainqueur de la Scottish Cup (1) :
  - 1970.